# Cmentarz Żołnierzy Polskich we Wrocławiu

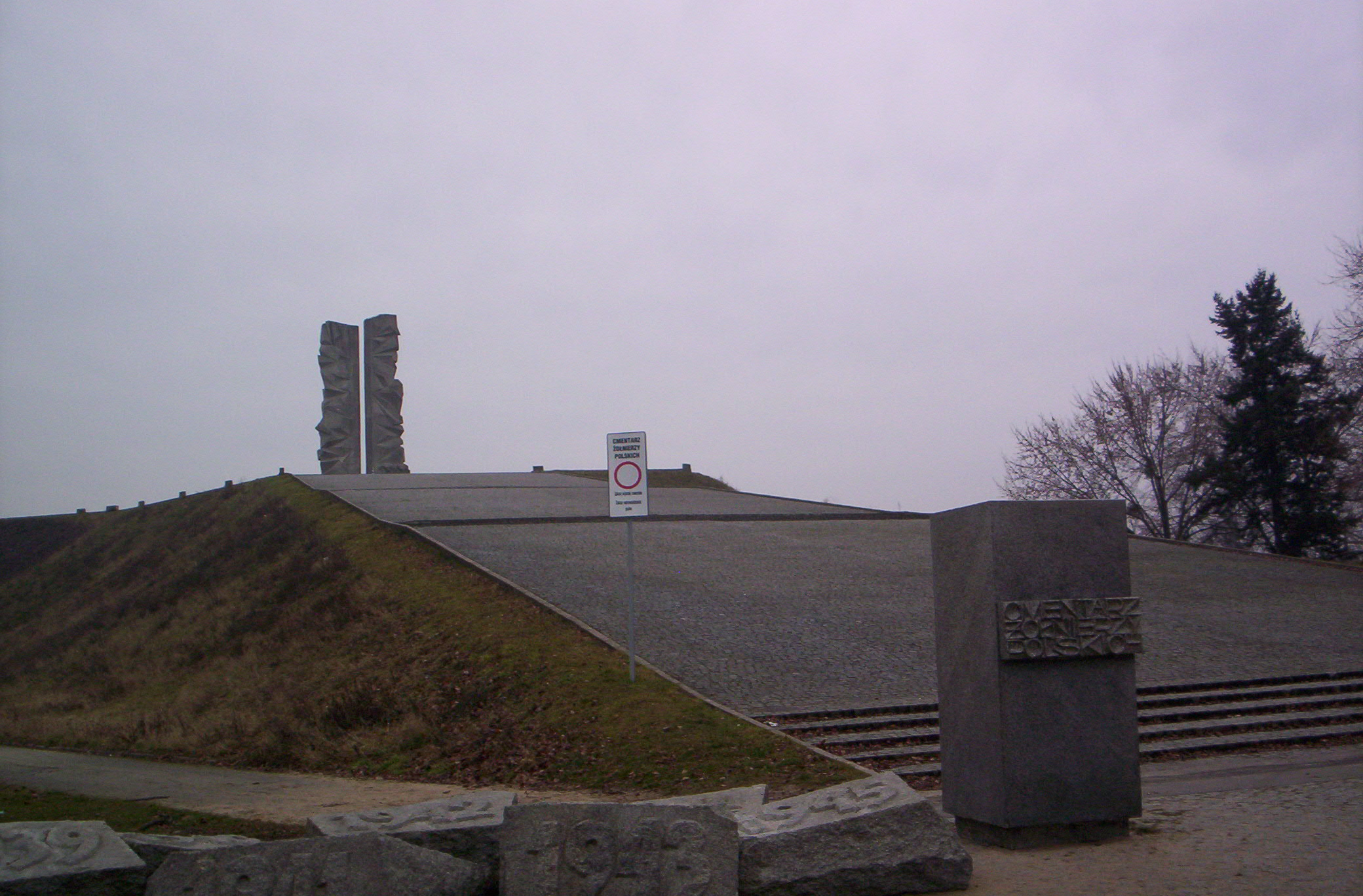
Cmentarz Żołnierzy Polskich

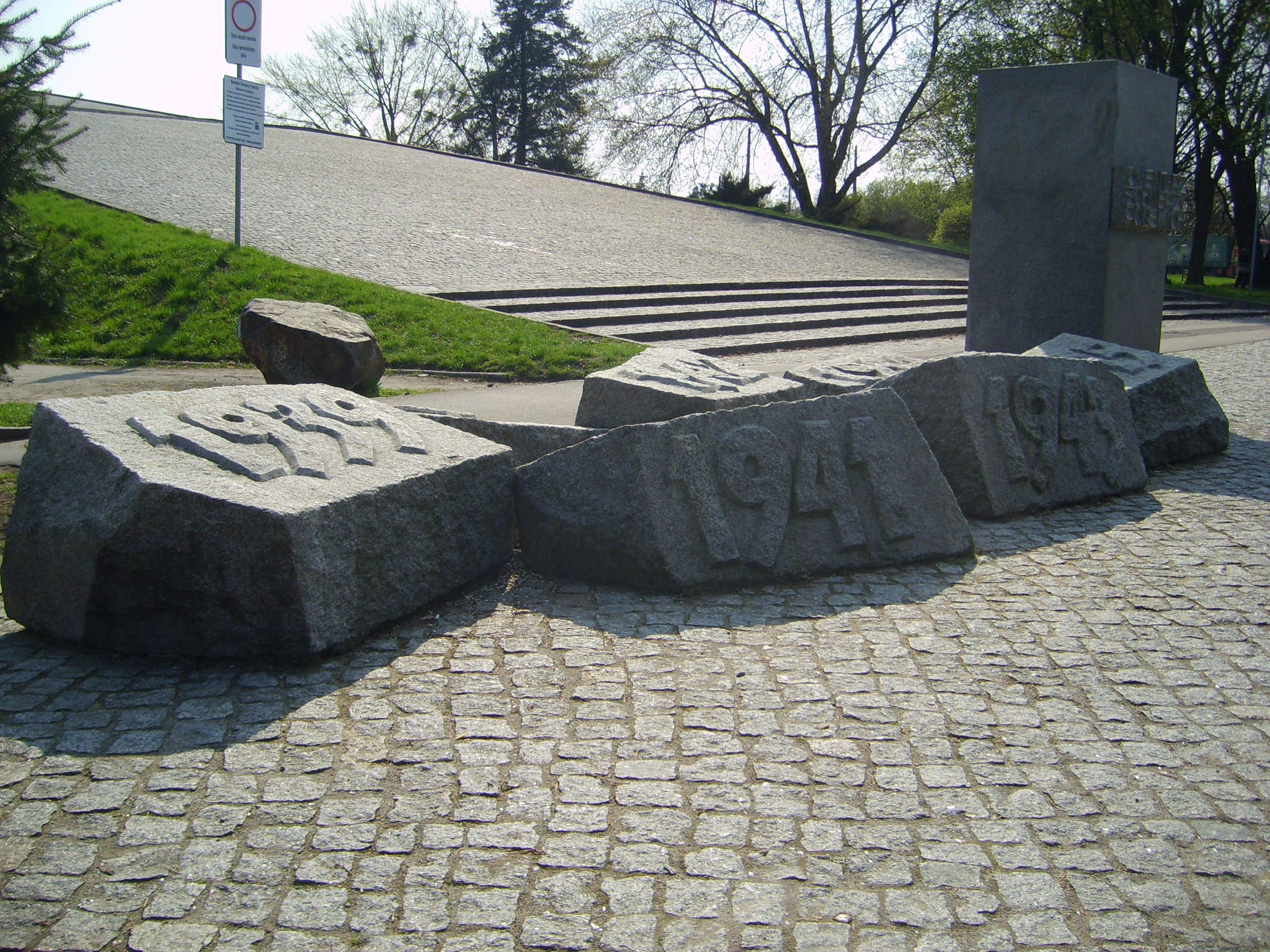
Pomnik przed wejściem na cmentarz (siedem granitowych bloków z wykutymi na nich rocznikami w czasie których miała miejsce II wojna światowa)

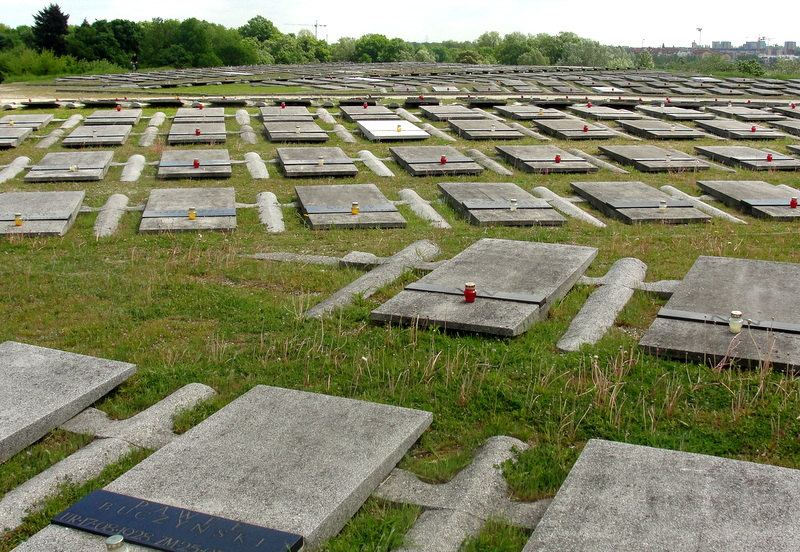
Groby żołnierzy

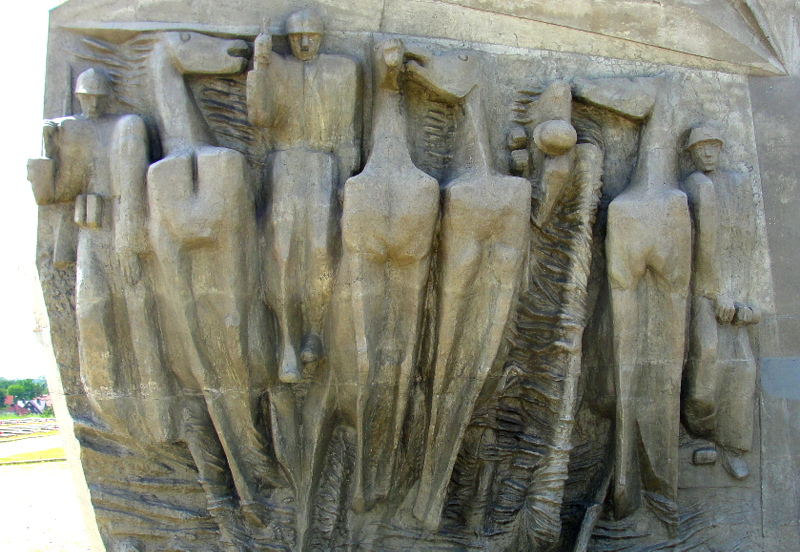
Płaskorzeźba na pomniku

Cmentarz Żołnierzy Polskich we Wrocławiu – wojenna nekropolia utworzona w latach 1968–1970 i rozbudowana w latach 1972–1979 jako miejsce spoczynku 604 osób, głównie żołnierzy polskich – uczestników Kampanii wrześniowej zmarłych w niewoli niemieckiej oraz poległych na froncie żołnierzy 2 Armii Wojska Polskiego, a także żołnierzy walki podziemnej i przymusowych robotników cywilnych oraz ofiar terroru hitlerowskiego.

## Historia cmentarza
Pierwotnie cmentarz, na którym pochowani zostali polscy żołnierze znajdował się na terenie Cmentarza Grabiszyńskiego III – obecnie Parku Grabiszyńskiego, powstał on w latach 1950–1951. Po roku 1958 zaczęto na nim chować prochy żołnierzy 2 Armii Wojska Polskiego odnajdywane stopniowo w zbiorowych mogiłach na terenie zachodniej Polski. W połowie lat 60. zapadła decyzja o przeniesieniu cmentarza, gdyż dotychczasowa lokalizacja nie pozwalała na nadanie mu bardziej monumentalnego charakteru, ponadto zaczęło brakować miejsca na planowane umieszczenie następnych mogił. Na miejsce nowego cmentarza wybrano usypane z gruzu wzgórze nad rzeką Ślęzą położone na południe od Cmentarza Żołnierzy Włoskich przy ulicy Grabiszynskiej 294. Uformowane na kształt nieregularnego wieloboku wzgórze zostało zaprojektowane przez Łucję Skomorowską i Tadeusza Tellera. Na nowy cmentarz, w momencie jego tworzenia, przeniesiono także prochy żołnierzy zmarłych w obozach jenieckich w Pieszycach i Bielawie wśród nich m.in. kontradmirała Stefana Frankowskiego, a także bezimienne ofiary zbrodni hitlerowskich zamordowane w ostatnich miesiącach wojny na terenie Dolnego Śląska. Cmentarz został podzielony na cztery pola nawiązujące swym układem do kształtu wzgórza, pola dzielą się na czworoboczne lub wieloboczne kwatery składające się z dwóch trzech lub czterech rzędów mogił. Wszystkie nagrobki mają jednakowy kształt – prostokątna płyta z nazwiskiem oddzielona od sąsiedniej stylizowanym mieczem grunwaldzkim. Przed wejściem na cmentarz znajduje się siedem granitowych bloków z wykutymi na nich rocznikami w czasie których miała miejsce II wojna światowa. W roku 1979 w centralnym miejscu cmentarza ustawiono betonowy pomnik Żołnierzy Wojska Polskiego autorstwa Łucji Skomorowskiej. Pomnik ma kształt dwóch stojących blisko siebie kolumn wysokości 23 m o nieregularnej powierzchni pełnej załamań i uskoków, co ma symbolizować w zamyśle autorki skrzydła husarskie, w dolnej części kolumn znajdują się płaskorzeźby ze scenami z kampanii wrześniowej i ostatnich miesięcy wojny oraz daty 1939 i 1945. Przed pomnikiem znajduje się tablica pamiątkowa oraz trzy znicze. Cmentarz jest miejscem, na którym regularnie odbywają się uroczystości związane z obchodami świąt narodowych.
| Wojsko Polskie 1939                                       | Wojsko Polskie 1939 | Wojsko Polskie 1939  |
| --------------------------------------------------------- | ------------------- | -------------------- |
| ogółem                                                    | zidentyfikowanych   | niezidentyfikowanych |
| 72                                                        | 61                  | 11                   |
|                                                           |                     |                      |
| Ludowe Wojsko Polskie 1944–1945                           |                     |                      |
| ogółem                                                    | zidentyfikowanych   | niezidentyfikowanych |
| 50                                                        | 21                  | 29                   |
|                                                           |                     |                      |
| Żołnierze walki podziemnej i przymusowi robotnicy cywilni |                     |                      |
| ogółem                                                    | zidentyfikowanych   | niezidentyfikowanych |
| 200                                                       | 102                 | 98                   |
|                                                           |                     |                      |
| Ofiary terroru hitlerowskiego                             |                     |                      |
| ogółem                                                    | zidentyfikowanych   | niezidentyfikowanych |
| 282                                                       | -                   | 282                  |
|                                                           |                     |                      |
| LICZBA POCHOWANYCH (ogółem)                               |                     |                      |
| ogółem                                                    | zidentyfikowanych   | niezidentyfikowanych |
| 604                                                       | 184                 | 420                  |